# Субпрефектура Сантана
Субпрефектура Сантана (порт. Subprefeitura de Santana) — одна з 31 субпрефектури міста Сан-Паулу, розташована на півночі міста. Її повна площа 34,7 км², населення понад 327 тис. мешканців. Складається з 3 округів:
- Сантана (Santana)
- Тукуруві (Tucuruvi)
- Мандакі (Mandaqui)